# Hadja Fatimata Ouattara
Hadja Fatimata Ouattara (nee Sanon) là một chính trị gia người Burkina Faso, từng là Bộ trưởng Bộ Kinh tế Kỹ thuật số và Phát triển Bưu chính kể từ tháng 2/2017.

## Giáo dục và giáo dục sớm
Ouattara theo học trường Cao đẳng Sainte-Marie tại khu phố Bobo-Dioulasso của Tounouma và có bằng kỹ sư máy tính của Đại học Bách khoa Bobo-Dioulasso và bằng thạc sĩ về mạng máy tính và đa phương tiện từ Trung tâm Quốc tế về Nghiên cứu Tiên tiến Ứng dụng tại Đại học Humber ở Canada.

## Sự nghiệp
Năm 2005, Ouattara trở thành quản trị trang web của Mạng quản lý tri thức Burkina và thành lập Hiệp hội Burkinabè cho Linux và phần mềm miễn phí. Bà là Cố vấn kỹ thuật cho Bộ CNTT. Bà cũng làm việc cho một số tổ chức phi chính phủ  và là thành viên sáng lập của Mạng phần mềm tự do châu Phi. Trong giai đoạn chuyển tiếp sau cuộc nổi dậy Burkinabé 2014, bà giữ vị trí Thư ký kỹ thuật cho Bộ Công vụ.
Ouattara được Tổng thống Roch Marc Christian Kaboré bổ nhiệm làm Bộ trưởng Kinh tế Kỹ thuật số và Phát triển Bưu chính vào ngày 23 tháng 2 năm 2017. Vào tháng 4 năm 2017, bà đã khởi động xây dựng mười ba vòng cáp quang đô thị ở mỗi thủ đô khu vực của đất nước, một dự án trị giá 36 triệu euro được thiết kế có tên là "G-cloud", phần lớn được tài trợ thông qua Cơ quan Phát triển Quốc tế Đan Mạch. Vào tháng 6, bà là một trong những người sáng lập Hội nghị Pháp ngữ châu Phi khai mạc về Dữ liệu mở và Chính phủ mở, với đại diện từ 22 quốc gia châu Phi. Vào tháng 7, bà đã mở Diễn đàn CNTT thứ hai Burkina Faso ở Ouagadougou và khẳng định mục tiêu của chính phủ là số hóa hoàn toàn các quy trình hành chính của mình và cung cấp quyền truy cập toàn cầu vào công nghệ kỹ thuật số cho tất cả Burkinabès.